# 1979 (canção)
"1979" é uma canção escrita por Billy Corgan, gravada pela banda The Smashing Pumpkins.
É o segundo single do terceiro álbum de estúdio lançado a 24 de outubro de 1995 Mellon Collie and the Infinite Sadness.

## Desempenho nas paradas musicais
| Parada musical (1996)                       | Posições |
| ------------------------------------------- | -------- |
| Estados Unidos - Hot Mainstream Rock Tracks | 1        |
| Estados Unidos - Alternative Songs          | 1        |
| Estados Unidos - Billboard Hot 100          | 12       |
| Reino Unido - UK Singles Charts             | 16       |
| Nova Zelândia - RIANZ                       | 17       |